# Софранко (Белуно)
Софранко (итал. Soffranco) је насеље у Италији у округу Белуно, региону Венето.
Према процени из 2011. у насељу је живело 80 становника. Насеље се налази на надморској висини од 579 м.